# Соколовский, Георгий Викторович
Георгий Викторович Соколовский (1904 — 1980) — деятель охраны правопорядка, начальник Главного управления внутренних дел Москвы, комиссар милиции 2-го ранга.

## Биография
Работник органов правопорядка Смоленской губернии, начальник уголовного розыска Латвийской ССР; в начале Великой Отечественной войны руководил эвакуацией ценностей из Риги. Затем начальник Управления милиции Новосибирской области, после чего вернулся в Латвийскую ССР на должность заместителя министра внутренних дел Латвийской ССР. С 1953 начальник Главного управления внутренних дел Москвы. В 1958 посетил Румынию.

## Звания
- комиссар милиции 3-го ранга - 12.05.1944;
- комиссар милиции 2-го ранга - 28.05.1953.

## Награды
Награждён орденами Ленина, Красного Знамени, Трудового Красного Знамени, Отечественной войны 2-й степени, Красной Звезды, «Знак Почета», медалью «За победу над Германией в Великой Отечественной войне 1941-45 г.г.».